# Il favorito del sole
Il favorito del sole (The Sun's Darling) è un masque di John Ford e Thomas Dekker, messo in scena per la prima volta presumibilmente nel 1624 ma dato alle stampe solo nel 1656.

## Trama
Secondo le convenzioni del genere, i personaggi del masque personificano valori, virtù o concetti come Giovinezza (Youth), Salute (Health), Delizia (Delight), Tempo (Time) o Fortuna (Fortune) e la trama è spesso interrotta da danze, canti e giochi tipici dei festeggiamenti di May Day. Il protagonista è Raybright (letteralmente, "Raggio-luminoso"), un figlio e favorito del Sole, che lo manda sulla Terra per un anno per guarirlo dalla malinconia con i piaceri terreni legati alle quattro stagioni. Tuttavia, sulla Terra Raybright cade vittima della cattiva influenza di Umore (secondo la teoria elisabettiana degli umori) e Follia (o Frivolezza), lasciando così incompiuta la sua ricerca di piacere e autorealizzazione. Alla fine, interviene il Sole, che spiega al giovane Raybright di dover resistere a Umore e Follia se vuole davvero trovare pace e armonia.

## Origini e stampa
Henry Herbert, maestro di cerimonie, concesse il permesso di rappresentare il masque il 3 marzo 1624, il che lascia supporre che l'opera sia stata composta poco prima, probabilmente nel 1623. Nel XIX secolo si riteneva che Il favorito del sole fosse il frutto di una revisione apportata da Ford a un testo precedente di Dekker, ma questa teoria ha person credibilità in ambito accademico e oggi si pensa che il masqua sia stato scritto a quattro mani dai due. Si sospetta invece che il testo sia stato revisionato nel 1638-1639 per riflettere i cambiamenti politici dell'Inghilterra carolina.
La prima edizione fu stampata in quarto nel 1646 dallo stampatore T. Bell per il librario Andrew Pennycuicke e il frontespizio affermava che il masque fosse stato spesso portato in scena dalla compagnia degli Uomini della Regina Enrichetta ("Queen Henrietta's Men") al Cockpit Theatre. Tuttavia la prima stampa affermava che il masque fosse stato portato in scena anche al Palazzo di Whitehall, una dubbia affermazione smentita dalla seconda edizione del 1757.